# Mathilde Möhring
 (juillet 2017).
Mathilde Möhring (titre original : Mathilde Möhring) est l’un des textes majeurs retrouvés parmi les documents légués par Theodor Fontane, chef de file du réalisme allemand, après sa mort en 1898. Le projet initial et les premières versions du roman remontent à 1891 ; Fontane en reprend l’écriture de l’automne 1895 jusqu'au printemps 1896. L’œuvre restée inachevée est publiée pour la première fois à titre posthume en 1906 par Josef Ettlinger (de). Une seconde version est publiée par Gotthard Erler (de) en 1969, puis une troisième en 2008 par Gabriele Radecke. Le roman se compose de dix-sept chapitres. L’action se déroule à l’époque de l'Empire Allemand, d’octobre 1888 à octobre 1890.

## Début du roman
Mathilde Möhring, une jeune femme de vingt-trois ans, peu séduisante mais dotée de beaucoup de bon sens, vit à Berlin avec sa mère dans la rue Georgenstraße, à proximité de la gare de Berlin Friedrichstraße.
Le père étant mort depuis plusieurs années, les deux femmes se voient contraintes de sous-louer pour subvenir à leurs besoins. Au début du récit, un nouveau sous-locataire se présente en la personne d’Hugo Großmann, étudiant en droit sur le point de passer son examen. En réalité, l'homme de vingt-six ans est davantage attiré par la lecture d’œuvres littéraires que par les études juridiques et fréquente plus volontiers le théâtre que l’université. Mathilde qui cerne immédiatement son caractère, voit néanmoins en lui la possibilité de s’extraire de la misère. Elle manœuvre de manière à faire bonne impression. Au départ indifférent à son égard, Hugo Großmann en arrive à la conclusion, au bout de quelque temps, que Thilde est la femme qui lui faut.

## Le personnage de Thilde
Thilde est un personnage complexe, une héroïne peu aimée par son créateur : elle ne doute de rien, ne possède ni la beauté ni la grâce des autres héroïnes défavorisées de Theodor Fontane. Elle est certes intelligente, avisée, ingénieuse, travailleuse, capable d’anticiper les événements mais calculatrice, ambitieuse et son attitude manipulatrice à l’égard de Hugo – même si elle a le consentement de ce dernier – fait qu’elle se présente au lecteur comme un personnage plutôt antipathique.
Le roman s’inscrit à l’époque de Bismarck, de l’industrialisation et d’une société qui évolue, époque qui succède à une période de guerre, de spéculation. Les changements affectent également les relations entre les différentes classes sociales, les « trois grandes confessions », ainsi que le statut des femmes.  Dans Mathilde Möhring, on trouve des références aux salles de lecture publique réservées aux femmes et à la formation de Thilde en tant que professeure.
Dans ce siècle où les écrivains prennent des femmes simples, méchantes, défigurées, pauvres comme héroïnes (Jane Eyre de Charlotte Brontë, Brigitta de Adalbert Stifter, Schach von Wuthenow de Theodor Fontane…), Theodor Fontane fait le portrait sévère d’une jeune femme austère dont l’apparence est moquée et dont l’intelligence et l’ingéniosité ne seront qu’à peine récompensées.
Ainsi ce texte fait-il écho à des écrits antérieurs de Theodor Fontane et d’autres écrivains du XIXe. Mathilde n'est pas sans rappeler Corinna dans Madame Jenny Treibel, elle-même à la recherche d’un mari susceptible de lui assurer un meilleur statut et la prospérité.  Le mariage de Mathilde et Hugo ne commence pas par une lune de miel à Dresde, comme c’est le cas dans Errements et tourments mais par un court passage à Francfort-sur-l'Oder et Küstrin, le trajet en étant moins coûteux pour rejoindre Woldenstein. Plus tard, la promenade en traîneau de Mathilde avec le comte semble parodier la fameuse scène du traîneau d’Effi Briest avec Crampas. Et à l’image de Luise Briest condamnant sa fille mourante, Thilde s’assoit sur une petite chaise noire avant de porter un jugement sur sa mère. Les épisodes de La Locataire de Wildfell Hall d’Anne Brontë ou Jane Eyre de Charlotte Brontë au cours desquels les héroïnes enferment des hommes faibles ou devenus méchants par l’alcoolisme trouvent également un écho dans Mathilde Möhring ; le fait qu’elle se félicite qu’il contracte la rougeole et sa proposition provocante de lui lire pendant sa convalescence le passage érotique de La Faute de l'abbé Mouret d’Émile Zola suggèrent davantage une personne manipulatrice et intéressée qu’une personne réellement soucieuse du bien-être du malade. Il ne s'agit ni d'un roman où « ils se marièrent et eurent beaucoup d’enfants » ni pour autant d'un roman qui finit par un désastre après avoir commencé par un mariage.
Cependant, Mathilde n’est jamais cynique. Elle qui retrouve son statut initial à la fin de l’intrigue s’est néanmoins adoucie au contact de son mari, sans qu'elle n'ait pour autant perdu l’un des traits caractéristiques de sa personnalité : le refus de laisser les événements décider à sa place.

## Genèse et  histoire de l'édition
Theodor Fontane a probablement travaillé sur le roman Mathilde Möhring entre janvier 1891 et le printemps 1896, avec des périodes d’interruption. Les premières esquisses datent de janvier et février 1891 et  un premier projet abouti voit le jour à l’été 1891. Fontane entreprend la révision de son texte à l’hiver 1895.  Au printemps 1896, il interrompt ses révisions de manière définitive. Le texte ne devait jamais être publié du vivant de son auteur.
Après la mort de Theodor Fontane, le manuscrit de Mathilde Möhring se retrouve perdu au milieu des archives léguées à ses successeurs, jusqu’à ce qu’Emilie Fontane, veuve de l’écrivain, le redécouvre et le lise. À la suite de sa lecture, elle note sur la pochette du manuscrit : "Malheureusement impropre à la publication. Lu avec émotion. Le 31 janvier 1901. Veuve Fontane." C’est après la mort d’Emilie Fontane que le roman est publié. Le comité de succession et en particulier le plus jeune fils de Theodor Fontane, le libraire et éditeur Friedrich Fontane, décide de confier la publication du roman au journaliste et rédacteur Josef Ettlinger (de). Ainsi le roman paraît sous la forme d'un feuilleton en sept épisodes publiés entre le 1er novembre et le 13 décembre 1906 dans le quotidien familial « Die Gartenlaube ».  En 1907,  les éditions Josef Ettlinger (de) entreprennent de publier un volume intitulé «Le legs de Theodor Fontane» qui s'ouvre avec Mathilde Möhring.  Jusqu’en 1969, toutes les publications suivantes ont été conformes à cette version de 1907.
En 2008, le roman est publié dans le volume 20 des éditions complètes (en allemand) Große Brandenburger Ausgabe de Theodor Fontane. Il est accompagné d’un commentaire exhaustif qui indique les variantes et les passages incomplets.  Mathilde Möhring est un roman inachevé ; cependant l’intrigue est fondamentalement complète et présente un récit cohérent.
Depuis juillet 2017, Mathilde Möhring est pour la première fois traduit et disponible en français.

## Éditions
- Aus dem Nachlaß von Theodor Fontane. Hrsg. von Josef Ettlinger. Friedrich Fontane & Co., Berlin 1908
- Theodor Fontane: Romane und Erzählungen. Effi Briest. Die Poggenpuhls. Mathilde Möhring. Bearbeiter: Gotthard Erler (Romane und Erzählungen in acht Bänden, Bd. 7, Hrsg. von Peter Goldammer, Gotthard Erler, Anita Golz u. Jürgen Jahn), Aufbau-Verlag, Berlin 1984 (1. Aufl. 1969)
- Theodor Fontane: Romane und Erzählungen. Effi Briest. Die Poggenpuhls. Mathilde Möhring. Bearbeiter: Gotthard Erler (Romane und Erzählungen in acht Bänden, Bd. 7), Aufbau-Verlag, Berlin 1993 (4. Aufl.),  (ISBN 3-351-02258-1)
- Theodor Fontane: Mathilde Möhring.  Nach der Handschrift neu hrsg. von Gabriele Radecke (Große Brandenburger Ausgabe. Hrsg. von Gotthard Erler, Das erzählerische Werk, Bd. 20), Aufbau-Verlag, Berlin 2008,  (ISBN 978-3-351-03132-9)
- Theodor Fontane: Mathilde Möhring, traduit en français par Lucie Dionnet, publié par sa traductrice en autoédition, juillet 2017, (ASIN B0773QDRPH6) /  (ISBN 978-1521765869)

## Adaptations cinéma et télévision
- 1950 : Mathilde Möhring – Cinéma (noir et blanc) – Réalisation : Rolf Hansen
- 1969 : Mathilde Möhring – Téléfilm – Réalisation : Claus Peter Witt
- 1983 : Mathilde Möhring – Téléfilm – Réalisation : Karin Hercher